# اوج و حضیض خورشیدی

اوج و حضیض خورشیدی در دورترین و نزدیک‌ترین فاصله از مرکز خورشید

اوج و حضیض خورشیدی  (انگلیسی: Perihelion and aphelion) موقعیتی در مدار زمین یا هر جِرم دیگر به دور خورشید که در آن، جرم مورد نظر در دورترین و نزدیک‌ترین فاصله از مرکز خورشید قرار گیرد.
اوج خورشیدی (یا زمینی) دورترین نقطه فاصله زمین در مدار بیضویش نسبت به خورشید و حضیض خورشیدی نزدیکترین این فاصله است.
در نقطه حضیض خورشیدی، یک سیاره در مدار بیضی شکلش به دور خورشید، در نزدیک‌ترین مکان به خورشید قرار می‌گیرد. برای یک سیاره، ستاره دنباله‌دار یا دیگر اجرام آسمانی، حرکت کردن به دور خورشید در یک مدار بیضی شکل انجام می‌گیرد و به این ترتیب فاصله بین جسم و خورشید در سراسر مدار تغییر می‌کند. در این نقطه در مدار، سیاره با حداکثر سرعتش حرکت می‌کند (قانون دوم کپلر). حضیض خورشیدی به‌طور خاص در مورد مدارهای حول خورشید به کار می‌رود ولی در واقع نقطه حضیض در هر مدار معمولی بیضی شکلی که در آن یک جسم کوچک‌تر به دور یک جسم بزرگ‌تر می‌گردد وجود دارد. برای به‌طور کامل مشخص کردن موقعیت یک سیاره، بحث نقطه حضیض خورشیدی به عنوان یکی از عناصر (پایه‌های) مدار مورد نیاز است. در یک میدان گرانشی (جاذبه‌ای) قوی، محل نقطه حضیض خورشیدی ممکن است به‌طور پیاپی روی مدارها جلوتر برود. در منظومه شمسی، این امر را می‌توان در مدار سیاره تیر (عطارد) مشاهده کرد که آزمون مهمی برای قانون نسبیت عام محسوب می‌شود.
اوج و حضیض خورشیدی حدود ۱۳ روز به‌طور دقیقتر ۱۳٫۰۶۷ درجه (اوج ۱۳٫۷ روز و حضیض ۱۲٫۸۲۵ روز) پس از نقاط انقلابین است که در اینصورت به‌طور متوسط و میانگین اوج خورشیدی ساعت ۲۱:۲۲ روز ۱۳ تیرماه (۴ ژوئیه) و حضیض خورشیدی ساعت ۱:۵۳ روز ۱۴ دیماه (۴ ژانویه) می‌باشد. روز و ساعت اوج و حضیض زمین در چند سال گذشته و آینده در جدول زیر آمده است:
| سال  | حضیض خورشیدی | حضیض خورشیدی | اوج خورشیدی | اوج خورشیدی |
| سال  | تاریخ        | زمان (UT)    | تاریخ       | زمان (UT)   |
| ---- | ------------ | ------------ | ----------- | ----------- |
| ۲۰۱۰ | ژانویه ۳     | ۰۰:۰۹        | ژوئیه ۶     | ۱۱:۳۰       |
| ۲۰۱۱ | ژانویه ۳     | ۱۸:۳۲        | ژوئیه ۴     | ۱۴:۵۴       |
| ۲۰۱۲ | ژانویه ۵     | ۰۰:۳۲        | ژوئیه ۵     | ۰۳:۳۲       |
| ۲۰۱۳ | ژانویه ۲     | ۰۴:۳۸        | ژوئیه ۵     | ۱۴:۴۴       |
| ۲۰۱۴ | ژانویه ۴     | ۱۱:۵۹        | ژوئیه ۴     | ۰۰:۱۳       |
| ۲۰۱۵ | ژانویه ۴     | ۰۶:۳۶        | ژوئیه ۶     | ۱۹:۴۰       |
| ۲۰۱۶ | ژانویه ۲     | ۲۲:۴۹        | ژوئیه ۴     | ۱۶:۲۴       |
| ۲۰۱۷ | ژانویه ۴     | ۱۴:۱۸        | ژوئیه ۳     | ۲۰:۱۱       |
| ۲۰۱۸ | ژانویه ۳     | ۰۵:۳۵        | ژوئیه ۶     | ۱۶:۴۷       |
| ۲۰۱۹ | ژانویه ۳     | ۰۵:۲۰        | ژوئیه ۴     | ۲۲:۱۱       |
| ۲۰۲۰ | ژانویه ۵     | ۰۷:۴۸        | ژوئیه ۴     | ۱۱:۳۵       |
| ۲۰۲۱ | ژانویه ۲     | ۱۳:۵۱        | ژوئیه ۵     | ۲۲:۲۷       |
| ۲۰۲۲ | ژانویه ۴     | ۰۶:۵۵        | ژوئیه ۴     | ۰۷:۱۱       |
| ۲۰۲۳ | ژانویه ۴     | ۱۶:۱۷        | ژوئیه ۶     | ۲۰:۰۷       |
| ۲۰۲۴ | ژانویه ۳     | ۰۰:۳۹        | ژوئیه ۵     | ۰۵:۰۶       |
| ۲۰۲۵ | ژانویه ۴     | ۱۳:۲۸        | ژوئیه ۳     | ۱۹:۵۵       |
| ۲۰۲۶ | ژانویه ۳     | ۱۷:۱۶        | ژوئیه ۶     | ۱۷:۳۱       |
| ۲۰۲۷ | ژانویه ۳     | ۰۲:۳۳        | ژوئیه ۵     | ۰۵:۰۶       |
| ۲۰۲۸ | ژانویه ۵     | ۱۲:۲۸        | ژوئیه ۳     | ۲۲:۱۸       |
| ۲۰۲۹ | ژانویه ۲     | ۱۸:۱۳        | ژوئیه ۶     | ۰۵:۱۲       |

اوج خورشیدی حداکثر تا ۱۵۲٬۰۹۷٬۷۰۰ کیلومتر (۱٫۰۱۶۷۱ واحد نجومی) و حضیض حداقل تا ۱۴۷٬۰۹۸٬۰۷۰ کیلومتر (۰٫۹۸۳۲۹ واحد نجومی) است. این دو نقطه با حفظ قرینگی و تقابل هم بر روی مدار زمین به تدریج جابجا می‌شوند، نقطه حضیض خورشیدی در سال ۲۰۰۰م بر ۲۸۲٫۸۹۵ درجه مداری بوده که تا سال ۲۰۱۲م به ۲۸۳٫۰۶۷ درجه مداری کشیده شده‌است.